# 多倫多電車
多倫多電車，又譯多倫多街車（英語：Toronto streetcar system）由加拿大安大略省多倫多市的11條有軌電車綫組成，由市立的多倫多公車局營運。系統全長305.8公里，主要集中於多倫多的市中心和湖濱區，部份路綫的歷史可追溯至19世紀。與現代的輕鐵系統有所不同，多倫多大部份電車綫並未與其他交通分隔。此外，電車通常會像巴士般在各大路口停靠讓乘客上落，沿綫固定車站也只佔少數。縱使如此，部份路綫亦如現代輕鐵般在專用路段上行駛。
電車系統與同屬多倫多運輸局的地鐵系統於多處銜接，乘客於部份車站在電車和地鐵系統之間換乘時更無需顯示付費證明。
有軌電車已被多個北美城市淘汰，但多倫多的電車系統仍深受乘客歡迎。多倫多運輸局五條最繁忙的地面公交路綫中，有四條是電車綫。而電車系統於2006年的全年載客量則達5千2百萬人次。

## 歷史
威廉斯馬車巴士綫於1849年成立，來往多倫多市中心的聖羅倫斯市場和約克維爾，為日後多倫多市發展軌道交通服務奠定基礎。多倫多市政府其後於1861年批出為期30年的有軌馬車經營權予多倫多街道鐵路，該公司遂陸續於市内鋪設路軌，並於翌年收購了威廉斯馬車巴士綫。市政府並於1877年批出另一個牌照予大都會街道鐵路。前者的經營權於1891年3月26日屆滿後，市政府曾短暫接管其業務，再於同年9月1日將經營權批予多倫多鐵路，同樣為期30年。該公司遂開始將鐵路系統電氣化，首班電車於1892年8月16日投入服務，而最後一班馬車則於1894年8月31日行駛，標誌著馬車年代的終結；該公司並於1897年收購了大都會街道鐵路公司。

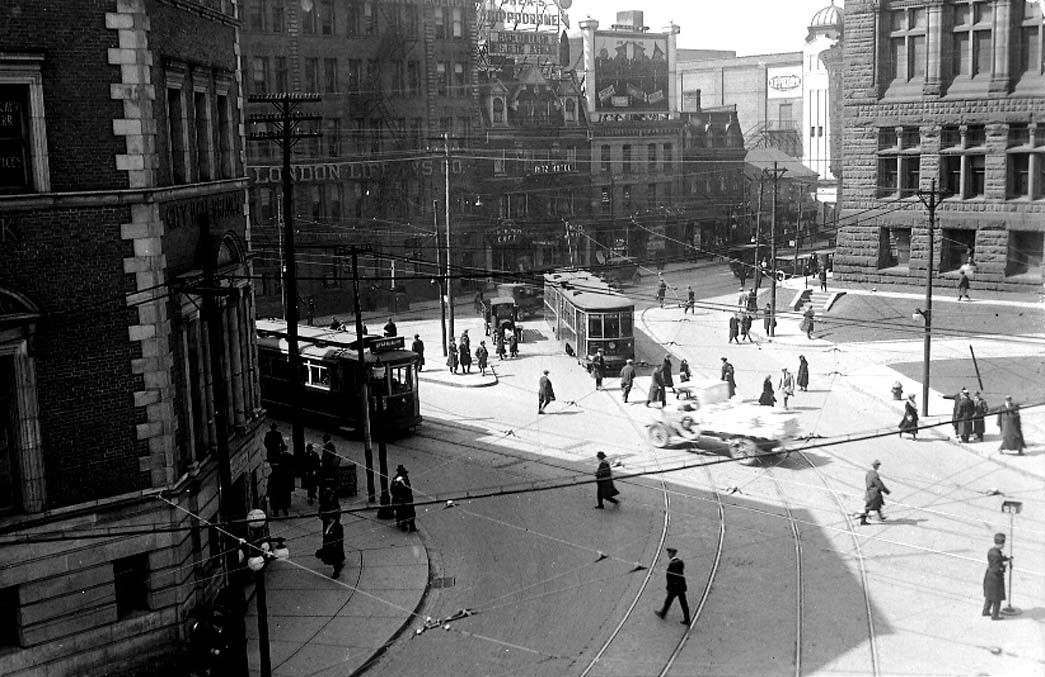
電車駛經卑街和皇后街的交界處（1923年）

多倫多市於19世紀末和20世紀初陸續吞併其近郊社區，而這些社區對電車的需求也相當殷切，但多倫多鐵路公司卻一直拒絕將其電車網絡伸延至這些社區。市政府遂於1912年成立了多倫多市營鐵路，為這些近郊社區提供電車服務。多倫多鐵路公司的經營權於1921年屆滿後，市政府收回其電車網絡，並將之與多倫多市營鐵路的電車服務合併，由新成立的多倫多交通局（亦即多倫多公車局的前身）營運。
二戰後，北美城市對電車的態度開始轉為負面，認為沒有專用路段的電車速度較地鐵慢，營運上亦因為限制於路軌運行而沒有巴士般靈活，因此很多城市計劃淘汰其電車系統而改為發展上述兩種公共交通模式。多倫多亦在這些城市之列：TTC開始重點發展其地鐵和巴士網絡，市内最繁忙的南北綫和東西綫分別被央街-大學路-士巴單拿線和布魯亞－丹佛線取代，而多市最北端的電車綫則被巴士取代，造成現時電車系統集中在湖濱以内五公里的局面。當局預期電車系統會於1980年被完全淘汰，但此舉卻被草根民衆組織反對。這些組織並向TTC提交報告，指出長遠而言電車車隊的營運開支較巴士為低，促使TTC保留固有的電車網絡。
TTC遂改變初衷，非但沒有繼續淘汰電車綫，還從1989年起增設兩條新綫，從市中心聯合車站分別前往加拿大博覽會（CNE）會場和士巴丹拿地鐵站。士嘉堡輕鐵本來亦計劃利用電車在分隔路段上運行，但TTC和士嘉堡市卻被安大略省政府說服，改而採用與溫哥華架空列車相若的先進捷運列車。當局並從2005年至2010年間在聖克萊大道進行工程，為512號綫增設電車專用路段；工程於2010年6月完成。

## 路綫

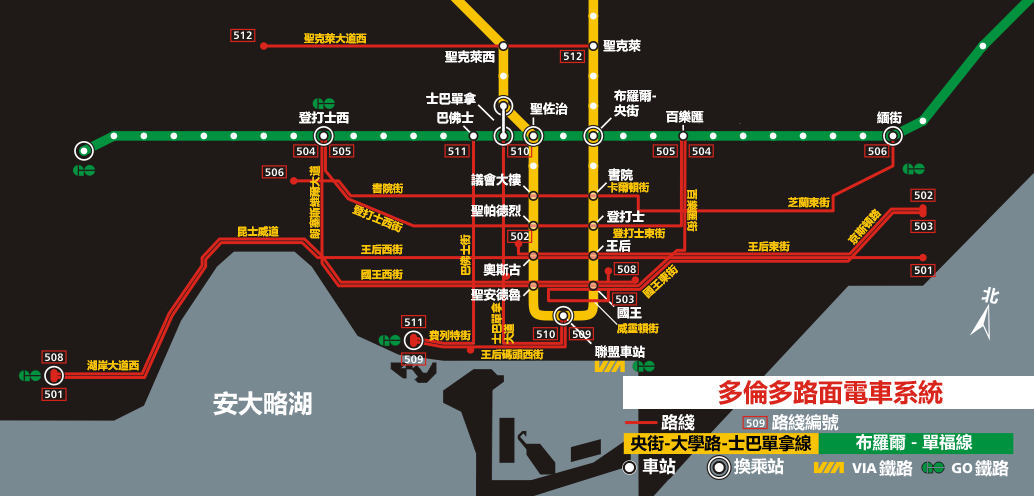
多倫多電車系統路綫圖

### 現有路綫
| 路綫編號          | 來回                               | 長度（公里） | 備註                          |
| 501號皇后街綫     | 朗布蘭治 ↔ 尼維爾公園              | 24.43        | 深宵服務由301號皇后街綫提供   |
| 503號京士頓大道綫 | 國王街（市中心）↔ 兵格姆（沙灘區） | 8.97         | 只限於繁忙時間行駛            |
| 504號國王街綫     | 登打士西地鐵站 ↔ 百樂匯地鐵站      | 13.97        |                               |
| 505號登打士街綫   | 登打士西地鐵站 ↔ 百樂匯地鐵站      | 10.74        |                               |
| 506號卡爾頓街綫   | 海柏公園 ↔ 緬街地鐵站              | 14.82        | 深宵服務由306號卡爾頓街綫提供 |
| 508號湖濱大道綫   | 朗布蘭治 ↔ 國會街/教堂街（市中心） | 9.40         | 只限於繁忙時間行駛            |
| 509號港畔綫       | 加拿大博覽會會場 ↔ 聯合車站        | 4.65         |                               |
| 510號士巴丹拿道綫 | 士巴丹拿地鐵站 ↔ 聯合車站          | 6.17         |                               |
| 511號巴佛士街綫   | 加拿大博覽會會場 ↔ 巴佛士地鐵站    | 6.47         |                               |
| 512號聖克萊大道綫 | 根斯環形總站 ↔ 聖卡拉地鐵站        | 7.01         |                               |

### 路綫編號
TTC的電車自1980年起已採用500號系列的路綫編號。在此之前，電車路綫並沒有採用任何編號。現時500號系列的路綫編號系統也有兩項例外，分別是301號皇后街綫和306號卡爾頓街綫；這兩條路綫分別是501綫和506綫的深宵服務。TTC過去也曾提供304號國王街綫和312號聖克萊大道綫的深宵服務，但此兩項服務已被深宵巴士綫取代。
此外，港畔綫於1990年投入服務時也曾被編為604號綫，反映TTC當年將之包裝為類似地鐵或架空輕軌等的捷運服務；採用600號系列編號是為了與500號系列的普通電車區別。TTC於1996年放棄將港畔綫包裝成捷運綫，並將之重新編號為510綫。

## 外部連結
- 多倫多運輸局網站（页面存档备份，存于）
- Transit Toronto 電車系統頁面（页面存档备份，存于）
- 《多倫多星報》有關電車系統歷史的條目（页面存档备份，存于）